# NGC 187
NGC 187 è una galassia a spirale barrata situata nella costellazione della Balena.

## Descrizione
La galassia ha una classe di luminosità III-IV.

## Scoperta
NGC 187 è stata scoperta il 3 novembre 1857 dall'astronomo americano Ormond Stone.